# Кулиндорове
Кулиндо́рове — проміжна залізнична станція Одеської дирекції Одеської залізниці. Розташована на ділянці Чорноморська — Одеса-Пересип між станціями Одеса-Східна (5 км) та Кремидівка (12 км).
Розташована поблизу села Красносілка Одеського району Одеської області та Кулиндоровського промвузла на півночі Одеси.
Обслуговує Кулиндоровський комбінат хлібопродуктів.

## Історія
Станцію було відкрито 1929 року, у складі залізниці Куяльник — Колосівка (відкритої 1914 року). Станція виникла під такою ж назвою. Електрифіковано станцію у складі лінії Колосівка — Одеса-Сортувальна 1971 року.
Зупиняються приміські електропоїзди та поїзд далекого слідування Запоріжжя I — Одеса-Головна.